# Інцидент біля Імператорських воріт
Інцидент біля Імператорських воріт (яп. 禁門の変, きんもんのへん, кінмон но хен) — збройний конфлікт, що спалахнув 20 серпня 1864 року в японській столиці Кіото між вояками сьоґунату і Тьосю-хану. 

## Короткі відомості
1864 року між керівниками Тьосю-хану, які були лідерами антиурядової опозиції в Японії, йшли дебати про захоплення японської столиці Кіото. Під час інциденту 30 вересня минулого року їх вигнали звідти сили поміркованої партії, які захищали сьоґунат. Проте 1864 року союз цих сил розколовся, тому більшість урядовців Тьосю-хану, очолювана Курусімою Матабеєм, наполягала на негайному поверненні до столиці. Меншість під проводом Такасуґі Сінсаку та Кідо Такайосі пропонувала зайняти вичікувальну позицію і не поспішати із захопленням Кіото.
В результаті дебатів більшість перемогла, тому Тьосю-хан відправив авангардні війська до Кіото. Їх очолили три старійшини Фукухара Мототаке, Кунісі Тікасуке, Масуда Уемонсуке, а також посадовці Курусіма Матабей, Кусака Ґендзуй та Макі Ясуомі. Коли офіцери Тьосю-хану досягли столиці і звернулися до Імператора з вимогою виступити проти сьоґунату, то отримали відмову. 20 серпня 1864 року, не чекаючи на прибуття основних військ з Тьосю-хану, частини авангарду, розташовані біля Імператорського палацу, кварталі Сакаї та містечку Фусімі розпочали сутички із сьоґунатським гарнізоном столиці. На допомогу останньому прибули загонами Сацума-хану, Айдзу-хану, Кувана-хану й Оґакі-хану. Частини під командуванням Курусіми пробилися до воріт Хамаґурі Імператорського палацу, але були спинені захисниками. В бою Курусіма загинув, а Кусака й Макі вчинили самогубство. Використання вогнепальної зброї обома сторонами спричинили в місті велику пожежу, в якій згоріло понад 28 тисяч будинків. 
Інцидент біля Імператорських воріт послужив приводом для організації сьоґунатом першої каральної експедиції в Тьосю-хан. Останній не міг протистояти уряду і капітулював. Організатори походу на Кіото та офіцери, які взяли в ньому участь, були страчені.